# Musée d’ethnographie de Genève
Das Musée d’ethnographie de Genève («Museum für Völkerkunde der Stadt Genf») ist eines der wichtigsten ethnographischen Museen der Schweiz.

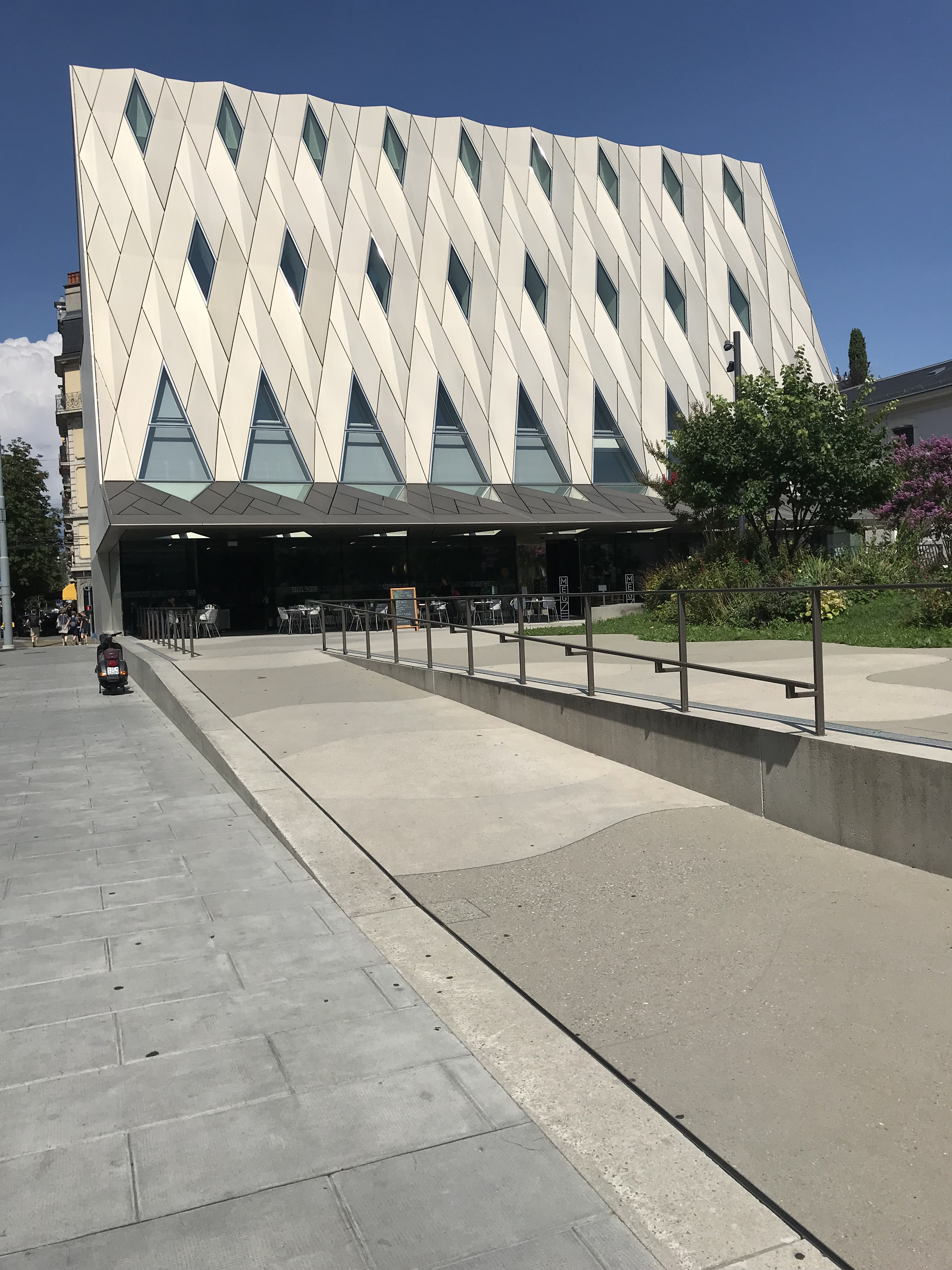
Neubau

## Geschichte

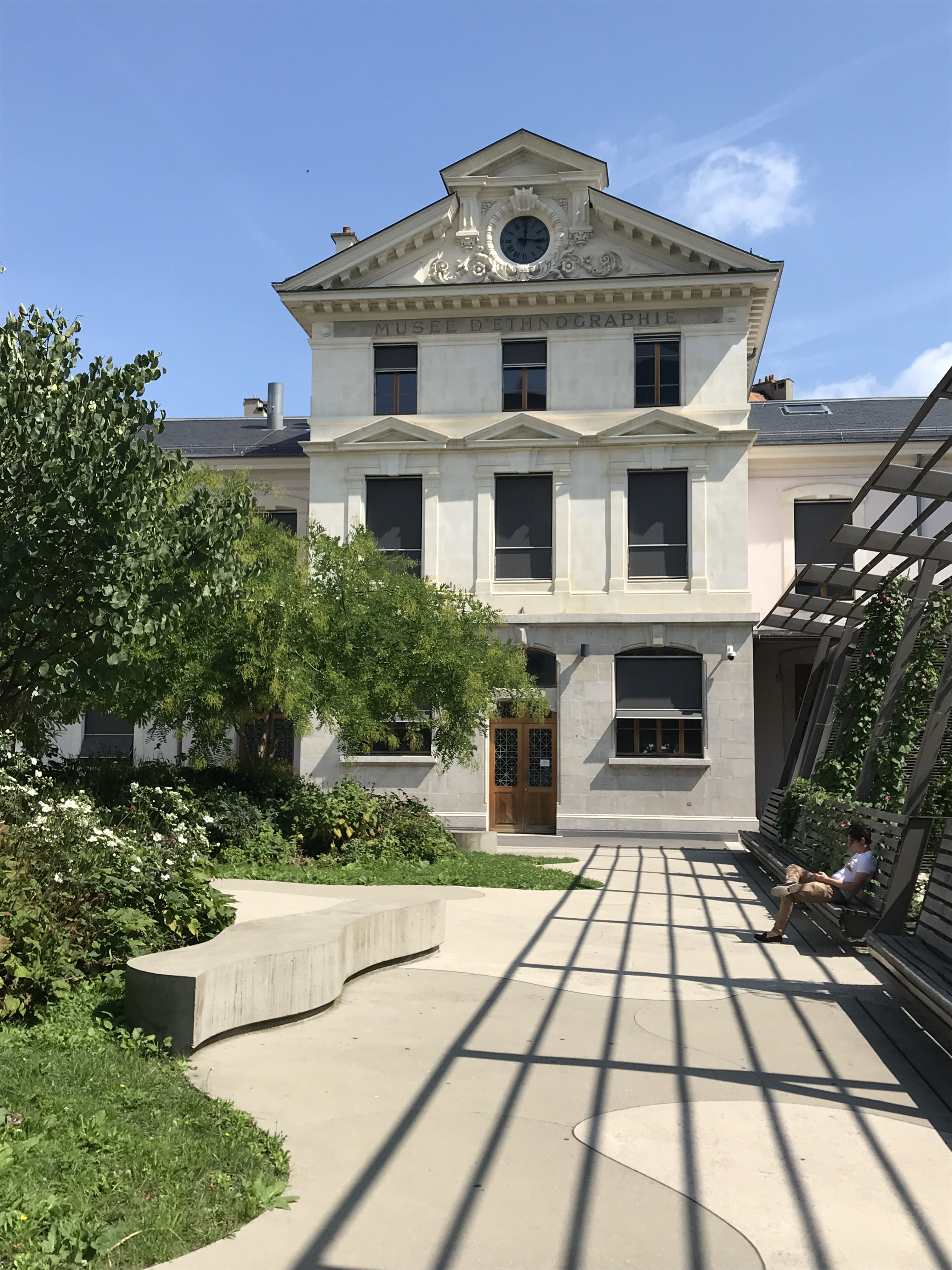
Musée d’ethnographie de Genève

Es wurde am 25. September 1901 eröffnet und wurde auf Initiative von Professeur Eugène Pittard (1867–1962) eingerichtet, der auch den ersten Lehrstuhl für Anthropologie der Universität Genf innehatte. Das Museum beherbergt etwa 100'000 Objekte und Dokumente aus allen Kontinenten der Erde. Seine Aktivitäten sind zwischen zwei Adressen aufgeteilt: dem Hauptgebäude am Boulevard Carl Vogt 65–67 in der Stadtmitte und der Dépendance in Conches.
2008 wurde ein Wettbewerb für den Neubau eines Museums ausgeschrieben. Das Zürcher Architekturbüro Graber Pulver gewann den Wettbewerb und errichtete 2014 nach vier Jahre langer Bauzeit das neue Museum mit Ausstellungsräumen im Untergeschoss und einer Cafeteria im Erdgeschoss.